# Museo Michetti
Il museo Michetti, abbreviato anche "MuMi", è dedicato al pittore Francesco Paolo Michetti ed è stato inaugurato nel 1997 nei locali dello storico Palazzo San Domenico, ex sede comunale della città alta.

## Antico convento di San Domenico
Il palazzo deriva da un antico convento domenicano dedicato a Santa Maria delle Grazie, sconsacrato nell'800 e divenuta sede comunale di Francavilla fino al 1943. I danni bellici distrussero quasi tutto l'antico 
convento  con la chiesa e la caratteristica  cupola circolare, fotografata più volte  da Francesco Paolo Michetti,  e il palazzo fu rifatto in stile post classico.
Dopo la ricostruzione della città, è stata realizzata una nuova sede comunale moderna nel quartiere altodi Francavilla,  negli anni '90, lasciando il palazzo "San Domenico " ad ospitare varie mostre, fino alla trasformazione in museo nel 1998. Tale palazzo è anche di importanza storica per la città, essendo una delle poche strutture sopravvissute alla guerra.
Il museo ospita anche, ogni anno, il Premio Michetti, un premio artistico istituito nel 1947 che è il più longevo in Italia dopo la Biennale di Venezia, vinto da alcuni dei più importanti artisti della storia dell'arte italiana del Novecento.

## Il patrimonio artistico
Fanno parte del patrimonio artistico della Fondazione Michetti, e sono esposti nel museo, una selezione dei vincitori del premio e altri artisti.
- Salvatore Garau

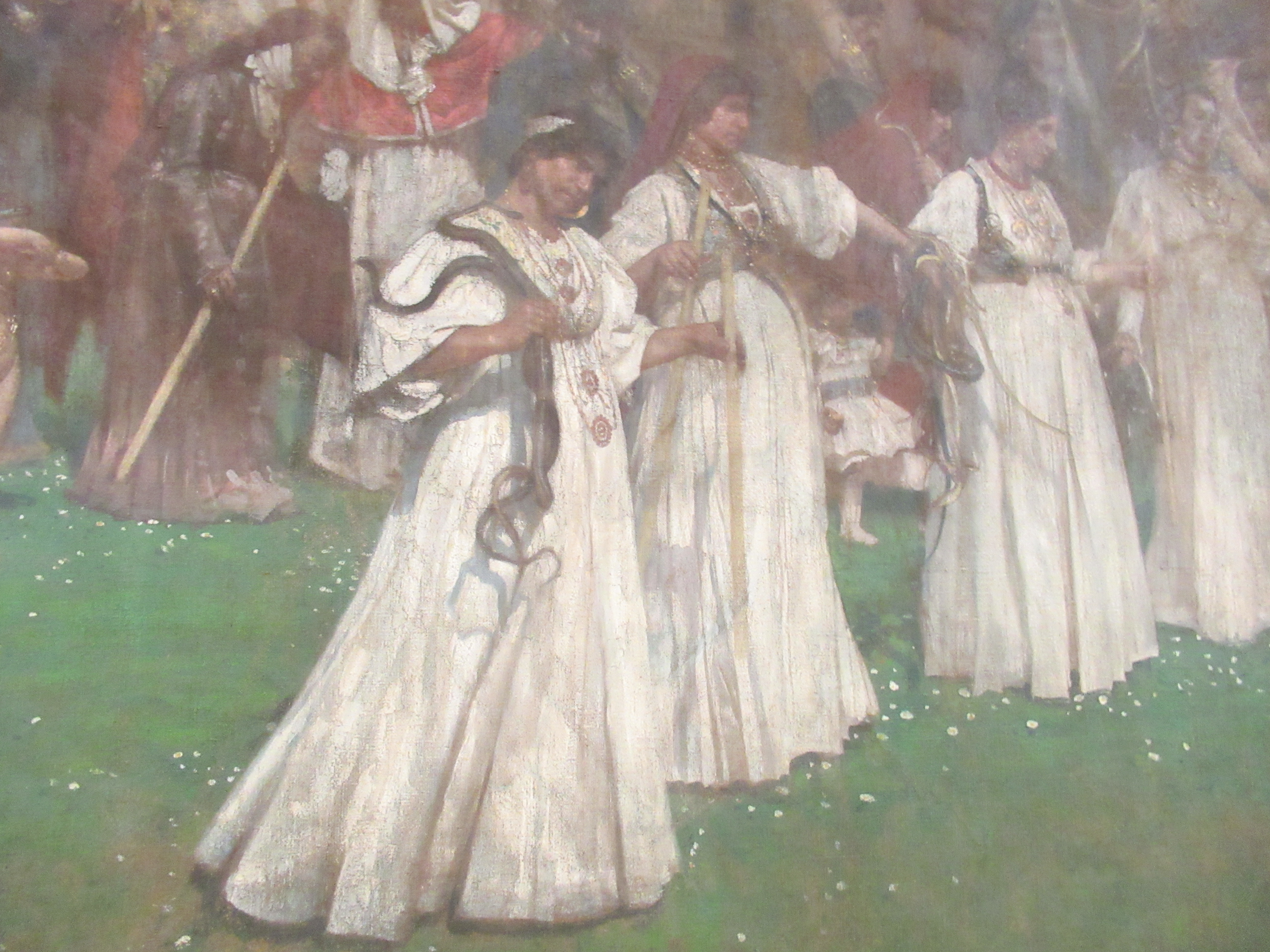
Le Serpi di Michetti

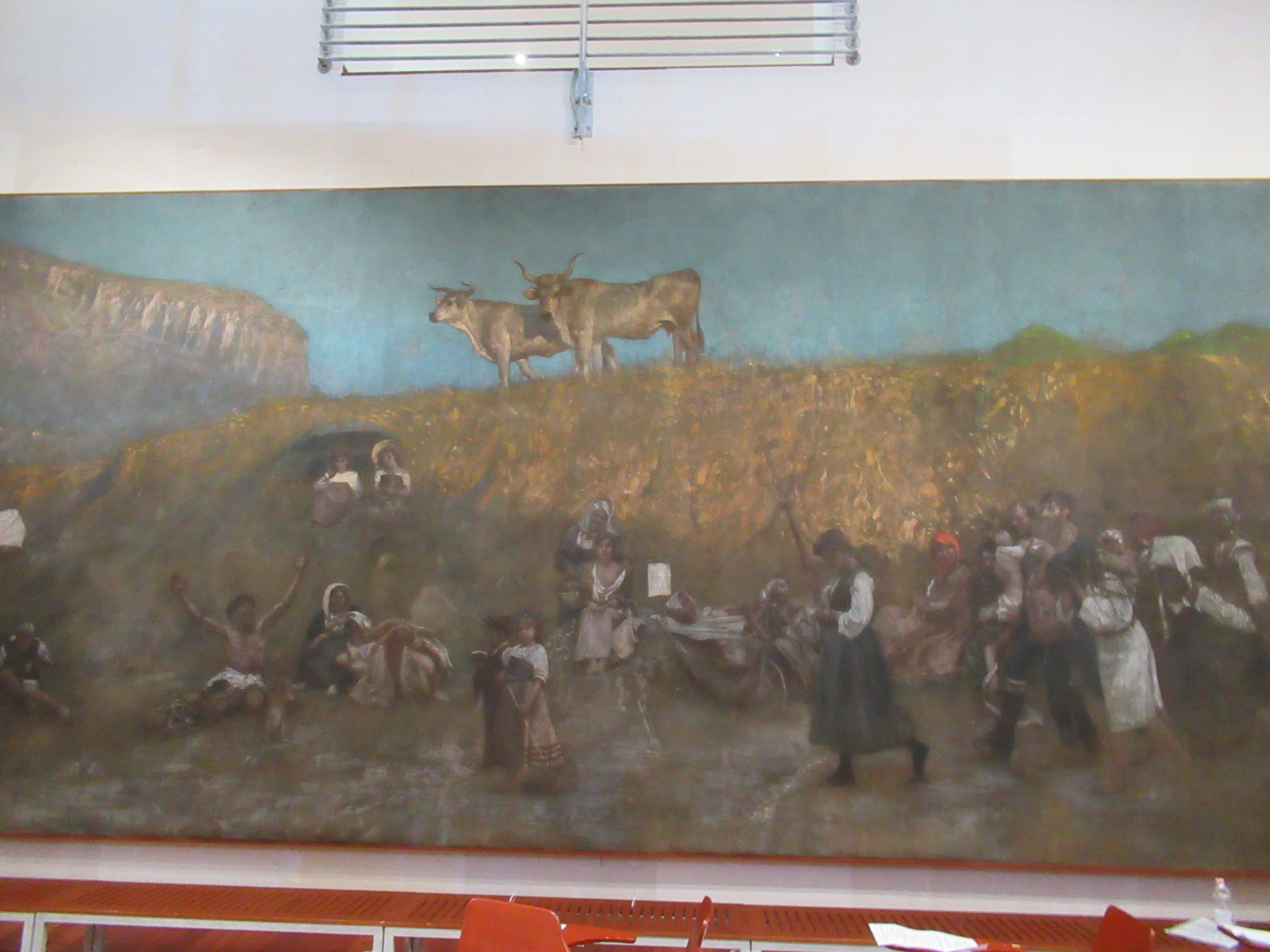
Gli Storpi ovvero Pellegrinaggio a Casalbordino, di Michetti

  - Diga, 1989, tecnica mista, 100x225 cm
- Enrico Prampolini
  - Composizione , 1954, 80x100 cm
- Francesco Casorati Pavarolo
  - Zingari, 1959, olio su tela, 129x160 cm
- Piero Dorazio
  - Blue note, 1967, 125x169 cm
- Gianfranco D’Alonzo
  - Senza titolo, 1989, acrilico su tavola, 200x300 cm
- Ana Kapor
  - Silenziosi equilibri, 2014, 50x40 cm
- Hai Bo
  - Three sisters, 2004, 60x90 cm

## Il museo
Adiacente al palazzo c'è anche la Biblioteca "A. Russo", la sede della Fondazione Michetti e il Centro studi Cicognini. Il museo è stato istituito nel 1997 su progetto di Mose Ricci e Filippo Spaini.
Esso è strutturato in due livelli, ai quali si accede mediante una scalinata dal chiostro interno
- La parte inferiore è dedicata a Michetti, ospitando due importanti tele di notevoli dimensioni (380x970 cm) dipinte a temper, ossia "Le serpi"[3] e "Gli storpi"[4] presentate alla Esposizione Universale di Parigi del 1900. Nella prima il pittore mostra delle donne con serpenti al collo, rievocando la tradizione del borgo abruzzese di Cocullo, in onore del l'abate Domenico di Sora, mentre il secondo quadro raffigura un pellegrinaggio al santuario di Casalbordino, descritto anche da Gabriele D'Annunzio in un suo romanzo, Il trionfo della morte.
- La seconda sezione è dedicata a diversi artisti contemporanei, con sculture e tele.